# Pape Abdou N'diaye
Pour les articles homonymes, voir Ndiaye.
Pape Abdou N'diaye, né le 11 novembre 2001 à Rufisque, est un footballeur sénégalais qui joue au poste d' attaquant de pointe à Al Sadaqa Shahat SC.

## Biographie
Pape Abdou N'diaye est footballeur sénégalais né le 11 novembre 2001 à Rufisque et formé par le club de Cayor Foot. Il évolue au poste d'attaquant. Après avoir fait toute ses classes le Cayor Foot, club amateur basé dans la région de Thiès, Pape Abdou N'diaye rejoint l'ASCE La Linguère de la ville de Saint-Louis puis le club lougatois d'ASAC Ndiambour en octobre 2019. En septembre 2020, il décide de rejoindre ASC Jaraaf pour aider l'équipe de Dakar à disputer la coupe de la confédération 2021 où ils sont éliminés en quart de finale. La saison suivante, Pape Abdou N'diaye signe en Guinée Conakry dans le club de Horoya AC où il évolue pendant deux saisons. Il y remporte le championnat de la Guinée Conakry en 2022. En juillet 2023, il rejoint le club soudanais d'Al Hilal Omdurman. Après avoir été prêté en septembre 2024 dans le Libyen d'Al Akhdar SC par le soudanais, Pape Abdou N'diaye rejoint un autre club Libyen du nom d'Al Sadaqa Shahat SC en février 2025 pour un autre prêt.

## Palmarès

### En club
Horoya AC
- Championnat de Guinée
  - Champion : 2022